# Abdij van Triors

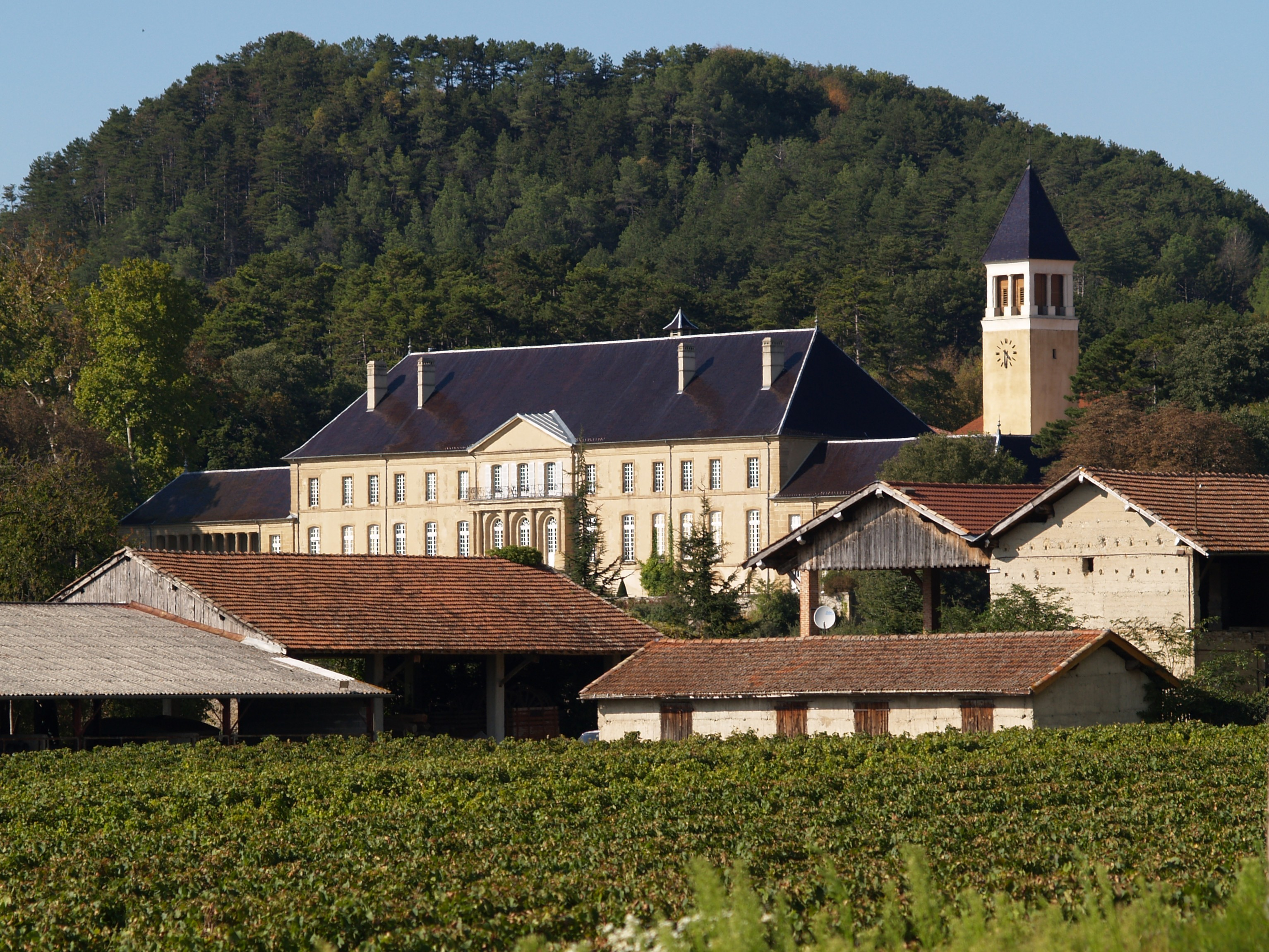
De abdij

De Abdij Notre-Dame van Triors is een Franse benedictijnenabdij in Triors in het departement Drôme, Auvergne-Rhône-Alpes.
De abdij werd vanuit de Abdij Notre-Dame de Fontgombault in 1984 gesticht en behoort tot de congregatie van Solesmes. De abdijgebouwen werden ingericht in een kasteel dat aan de congregatie werd geschonken en in de jaren 1990 werd verbouwd. De priorij werd verheven tot abdij in 1994 en de eerste abt van Triors werd datzelfde jaar gewijd door de bisschop van Valence.
De monniken gebruiken de buitengewone vorm van de Romeinse ritus.